# Chiesa di Santa Maria Madre della Misericordia
La chiesa di Santa Maria Madre della Misericordia è una chiesa di Roma, nel quartiere Prenestino-Labicano, in via dei Gordiani.

## Architettura
È stata costruita nel XX secolo su progetto dell'architetto Tullio Rossi. La facciata è a forma di capanna con tetto in tegole, e presenta un avancorpo con funzione di protiro. Internamente si presenta in forme assai semplici: è a pianta rettangolare allungata, con soffitto a capriate lignee, ed è totalmente spoglia di opere d'arte.

## Storia
Già vicecura dal 1937, la chiesa è sede parrocchiale, eretta il 15 luglio 1952 ed affidata dapprima ai preti della Congregazione dei Poveri Servi della Divina Provvidenza di Verona (fondata da don Calabria), e poi al clero della diocesi di Roma.
Il 1º maggio 1983 ha ricevuto la visita di papa Giovanni Paolo II.